# Gaudium et spes
Gaudium et spes è una costituzione pastorale, uno dei principali documenti del Concilio Vaticano II, promulgato da papa Paolo VI.
Approvata da 2.111 voti favorevoli su 2.373, 251 contrari e 11 nulli, la Gaudium et spes fu promulgata dal papa  il 7 dicembre 1965, l'ultimo giorno del Concilio. Il nome Gaudium et spes deriva dalle prime parole latine del testo, che significano: "la gioia e la speranza".

## Finalità
Nella Gaudium et spes i padri conciliari posero l'attenzione della Chiesa sulla necessità di aprire un proficuo confronto con la cultura e con il mondo. Il mondo, pur se si allontana spesso dalla morale cristiana, è pur sempre opera di Dio e quindi luogo in cui Dio manifesta la sua presenza. Si considerò pertanto compito della Chiesa, dei laici in primo luogo, ma non solo, riallacciare profondi legami con "gli uomini e le donne di buona volontà", soprattutto nell'impegno comune per la pace, la giustizia, le libertà fondamentali, la scienza. Il documento contiene, inoltre, il primo riferimento storico di un documento ufficiale al concetto di continuità intergenerazionale e sostenibilità dello sviluppo .
La seconda parte della Gaudium et spes (277-297) è il primo documento pontificio ad affermare il concetto di fratellanza umana universale: poiché gli esseri umani sono figli di un Padre comune, essi appartengono ad un'unica grande famiglia umana e sono tra loro fratelli nei diversi popoli.

## Contenuto
- Proemio
- Prima parte - La Chiesa e la vocazione dell'uomo
  - Capitolo I - La dignità della persona umana
  - Capitolo II - La comunità degli uomini
  - Capitolo III - L'attività umana nell'universo
  - Capitolo IV - La missione della Chiesa nel mondo contemporaneo
- Seconda parte - Alcuni problemi più urgenti
  - Capitolo I - Dignità del matrimonio e della famiglia e sua valorizzazione
  - Capitolo II - La promozione della cultura
  - Capitolo III - Vita economico-sociale
  - Capitolo IV - La vita della comunità politica
  - Capitolo V - La promozione della pace e la comunità delle nazioni
- Conclusione.